# هاشم محمد الشخص
السيّد هاشم بن محمد بن هاشم الشَّخْص (12 سبتمبر 1957) (17 صفر 1377) فقيه جعفري وكاتب سعودي. ولد في بلدة القارة بالأحساء ونشأ بها في عائلة هاشمية موسوية. درس بها على والده ثم ذهب إلى النجف في العراق وتلقى الدراسات الدينية على علمائها منهم محمد باقر الإيرواني، وبشير حسين النجفي ومحمد باقر الصدر. ثم ذهب إلى قُم فدرس على يد حسين علي المنتظري وحسين الوحيد الخراساني ومحمد الفاضل اللنكراني وغيرهم. يعمل إمامًا وخطيبًا دينيًا للشيعة الاثنا عشرية. تميز بآثاره حول تاريخ الأحساء الشيعي واهتماماته بالتراجم علمائها الجعفريين. من أشهر مؤلفاته موسوعة أعلام هجر من الماضين والمعاصرين من القرن الأول حتى القرن الخامس عشر هـ، طبعت جزء أول منها في 1995.

## نسبه
هو هاشم بن محمد بن هاشم بن محمد بن عبد رب الحسين بن علي بن محمد بن أحمد بن علي بن عبد الله بن أحمد بن عبد الله بن محمد بن أحمد بن جعفر بن موسى بن أحمد المدني بن محمد بن موسى بن محمد بن أحمد بن عبد الله بن أحمد بن محمد بن جعفر بن أحمد بن محمد بن إبراهيم بن عبد الله بن أحمد بن موسى بن حسين بن إبراهيم بن إبراهيم بن حسن بن أحمد بن محمد بن أحمد الزاهد بن إبراهيم المجاب بن محمد العابد بن موسى الكاظم بن جعفر الصادق بن محمد الباقر بن علي زين العابدين بن الحسين بن علي بن أبي طالب.

## سيرته
ولد هاشم محمد الشخص في بلدة القارة بالأحساء في فجر الجمعة 17 صفر 1377/ 12 سبتمبر 1957. ابن عمه هو محمد رضا الشخص.

### تعليمه
تعلم على والده أولًا القراءة والكتابة والحساب، وقرأ عنه أيضًا النحو وشرح الأجرومية وشرح قطر الندى والرسالة العلمية. ثم ذهب إلى العراق في صفر 1392/ 1972 ودرس هناك المقدمات والسطوح على جمع العلماء الجعفريين، منهم عدنان بن محمد الناصر، وعلي بن عباس الدندن، وحسين بن خضر الظالمي، وعلي بن باقر الزنجاني، ومحمد باقر الإيرواني، ومحمد رضا الخرسان، وبشير حسين النجفي، ومحيي الدين الغريفي، ومحمد باقر الصدر. ثم ذهب إلى إيران لإكمال دراسته في قُم، وتلقى بعض الدروس لدى أحمد المددي وعلي باياني وحسين علي المنتظري، وحسين الوحيد الخراساني ومحمد الفاضل اللنكراني. وله وكالة من روح الله الخميني في استلام الوجوه الشرعية بتاريخ 4 شوال 1409/ 9 مايو 1989.

### اعتقاله
في 6 ديسمبر 2020 اعتقله الشرطة السعودية في بيته بالأحساء. أدانت كل من لجنة الدفاع عن حقوق الإنسان في شبه الجزيرة العربية  و المجمع العالمي لأهل البيت اعتقاله وطلب الإفراج عنه.

## جوائزه وتكريمه
- 30 سبتمبر 2010: كرّمته ملتقى جواثى الثقافي الثاني، الأحساء.[12]

## شعره
بدأ ينظم الشعر أيام دراسته في النجف في 1394 هـ، نظمه قليل، وأول قصيده نظمها على وزن القصيدة الكوثرية مطلعها: حمدًا لله له أشكر/ قد أعطاني ما لا يحصر.

## مؤلفاته
من كتبه في السيرة والتراجم:
- أعلام هجر من الماضين والمعاصرين، موسوعة في تراجم أعلام الجعفريين الأحسائيين من القرن الأول حتى القرن الخامس عشر هـ، طبعت جزء أول منها في 1995، وتعد أكبر موسوعة متخصصة في موضوعها [13][14]
- رائد المنبر التقي السيد محمد الشخص، وهو والده
- السيد أبو رسول رجل العلم والأخلاق، سيرة عبد الله علي الصالح
- بقية السلف قدوة الخلف الشيخ حسين الخليفة، سيرة حسين بن محمد الخليفة
- السيد ناصر الأحسائي، دراسة عن حياة آية الله العظمى السيد ناصر السيد هاشم الأحسائي، سيرة ناصر الأحسائي
- السيد أبو نزار خطيب الاحساء الكبير
- في رحاب ابن أبي جمهور الأحسائي، دراسة شاملة عن حياته وعلمه وفكره ومؤلفاته وما قيل عنه، 2014

في موضوعات الأخرى:
- دروس في شرح الحاشية في علم المنطق
- بلغة الخطيب وتحفة الأديب، مجموعة أدبية تضم الأشعار بالفصحى والدارجة للخطباء الحسينيين
- ديوان شعري صغير
- تحقيق قصيدة خير الوصية
- الملحمة الهاشمية في رثاء النبي وآله، منظومة شعرية مطولة على غرار النصاريات